# Dimităr Pešev
Dimităr Josifov Pešev (in bulgaro Димитър Йосифов Пешев?; Kjustendil, 25 giugno 1894 – Sofia, 21 febbraio 1973) è stato un politico bulgaro. Fu una delle più controverse figure della storia bulgara durante la seconda guerra mondiale. Divenuto famoso per aver apertamente contrastato la deportazione degli ebrei durante gli ultimi anni del conflitto resta ancora incomprensibile come abbia potuto un uomo che aderì al progetto totalitario di Hitler lottare per salvare gli ebrei di Bulgaria.

## Biografia

### Primi anni e carriera politica
Nato da Kicka e Josif Pešev, Dimităr frequentò per due anni il liceo a Salonicco, dal 1910 fino allo scoppio delle guerre balcaniche. Questo fatto già evidenziava gli ottimi rapporti di "buon vicinato" tra ebrei e bulgari. Salonicco infatti era considerata la città "più ebrea" dei Balcani. Tornò nel settembre del 1912 a Kjustendil dove concluse gli studi liceali diplomandosi nel 1914. Seguendo le orme del padre, magistrato, intraprese gli studi di giurisprudenza, prestando giuramento nella sua città natale il 17 novembre del 1921. Lavorò come magistrato prima a Plovdiv e dopo a Sofia. Nel 1932 si svestì della toga per la più redditizia carriera di avvocato. Il 23 novembre 1935 accettò la proposta del primo ministro bulgaro Georgi Kjoseivanov di entrare come ministro della giustizia nel nuovo regime apartitico. Cercò di far approvare una legge che desse corso legale al matrimonio civile, attirandosi le malevolenze della Chiesa ortodossa e della Corona.

### Pešev contro Boris III: l'affare Velčev
Prima della formazione del governo Kjoseivanov, la Bulgaria aveva visto il susseguirsi di diversi colpi di stato, sia di matrice comunista sia di estrema destra. Uno degli ultimi era stato abilmente diretto da Damjan Velčev. Dopo essere fuggito in Jugoslavia, Velčev era rientrato clandestinamente in patria per tentare una nuova scalata al potere, ma venne arrestato, giudicato dalla corte marziale e condannato alla pena capitale. Fu il ministro della difesa Lukov a chiedere una sentenza esemplare, spinto dalla necessità di liberarsi dell'ingerenza di militari troppo attivi politicamente. Pešev non diede molto peso alla campagna di discredito del suo collega nei confronti del condannato, ma l'esecuzione tecnica della sentenza era di competenza del ministero della giustizia, quindi Pešev iniziò ad interessarsi della faccenda. Capì che la sentenza emessa non nasceva da una decisione autonoma della magistratura, ma era frutto di un certo clima politico, della volontà di eliminare i nemici della monarchia.

### Pešev, il salvatore degli ebrei di una nazione intera
Pešev era un uomo che, come tanti, si era lasciato affascinare dagli esperimenti totalitari nell'Europa del XX secolo. Era un democratico, ma si era illuso che un regime autoritario senza partiti potesse risolvere il problema della corruzione e del degrado della politica. Era diventato fautore dell'alleanza con la Germania nazista, attratto non tanto dalla figura di Hitler, ma dall'idea che la Germania potesse ridare al suo paese i territori "ingiustamente" perduti dopo le guerre balcaniche degli anni 1912-13. Per questo non si fece troppe remore quando i tedeschi chiesero al suo paese di approvare le leggi razziali.
Il giorno in cui si tenne la discussione in parlamento, Pešev presiedette la seduta in qualità di vicepresidente. Pensava in quel momento che quelle misure fossero poca cosa e che tutto si sarebbe risolto in una farsa. Non immaginò le vere conseguenze: i nazisti, di lì a poco, avrebbero richiesto la consegna di tutti gli ebrei.
Pešev continuò normalmente la sua vita aristocratica nell'ambiente altolocato della classe dirigente finché, una domenica mattina, all'improvviso, ricevette la visita disperata di un amico che non vedeva da anni: era un suo vecchio compagno di scuola ebreo proveniente da Kjustendil, la cittadina al confine con la Macedonia dove Pešev aveva vissuto fino all'adolescenza. Lo informò che il governo, in accordo coi tedeschi, stava preparando per il giorno dopo la deportazione segreta della minoranza ebraica. I treni erano già stati predisposti nelle stazioni. La notte successiva gli ebrei dovevano essere rastrellati e caricati sui vagoni, che sarebbero partiti la mattina dopo per la Polonia (la destinazione, allora sconosciuta, era Auschwitz).
Era il 7 marzo 1943. Tutto era stato deciso in gran segreto per non mettere in allarme la popolazione. Pešev, in effetti, aveva sentito circolare strane voci, ma come tutti, allora, non se n'era preoccupato. Di fronte alla richiesta di un conoscente Pešev decise di agire con l'intento, non tanto di salvare un popolo, quanto di aiutare i suoi amici di Kjustendil.
Si diresse in parlamento, radunò qualche altro deputato, e quindi andò nell'ufficio del ministro degli interni Gabrovski e dopo uno scontro drammatico lo costrinse a revocare l'ordine della deportazione. Poi si accertò personalmente via telefono con tutte le prefetture per verificare che il contrordine fosse stato rispettato.
Poiché in questo modo la deportazione era stata solo sospesa, Pešev decise di lanciare un'offensiva in parlamento. Si era reso conto che in gioco non c'era soltanto la vita di qualche amico, ma la salvezza dei cinquantamila ebrei bulgari. Stese una lettera di protesta molto dura e raccolse le firme di una quarantina di deputati per chiedere al governo e al re di non commettere un crimine così grave. Questo gesto di ribellione gli costò molto caro. Perse la carica in parlamento e rischiò di essere consegnato ai tedeschi, qualora l'esito della guerra si fosse risolto a loro favore.
L'obiettivo fu comunque raggiunto, poiché la sua denuncia ebbe l'effetto sperato. Lo Zar di Bulgaria, sentendosi scoperto, fece marcia indietro, forse vergognandosi di quanto stava permettendo e tutto il paese insorse a favore degli ebrei.

### Le accuse alla fine della guerra
Morto lo zar improvvisamente nell'agosto del 1943, Pešev riscoprì i valori democratici e si batté per un cambiamento politico del paese e per il riallineamento della Bulgaria con l'Occidente. Commise però l'errore di denunciare pubblicamente in parlamento il comportamento dei partigiani, che a suo parere stavano consegnando il paese ai russi. Ciò gli si ritorse contro al momento dell'occupazione della Bulgaria da parte dell'Armata Rossa.
Pešev fu processato con l'accusa di essere antisemita e antisovietico. Nel corso del processo, l'accusa arrivò a insinuare che avesse salvato gli ebrei in cambio di denaro. Fu categoricamente smentita dagli ebrei giunti appositamente da Kjustendil per difenderlo.
La corte era ugualmente intenzionata a condannarlo a morte, come fece con altri venti deputati che avevano firmato la sua lettera di protesta. Il suo difensore ebreo però ricordò alla corte che Pešev nel 1936, quand'era ministro della giustizia, aveva salvato dalla condanna a morte Damjan Velčev, il nuovo ministro della guerra, autore del golpe comunista attuato con l'arrivo dell'Armata rossa. Pešev ebbe in tal modo una condanna a 15 anni di carcere e dopo un anno fu rilasciato. Il gulag, subito dopo, gli fu risparmiato solo grazie all'intervento di un suo vicino di casa, responsabile della cellula comunista del quartiere, che Pešev aveva salvato a suo tempo dal licenziamento.
Uscito di prigione, il governo gli tolse la possibilità di esercitare una professione, mentre i venti firmatari della lettera di protesta vennero condannati a morte, e il partito comunista bulgaro si prese il merito di aver salvato gli ebrei bulgari.

## Giusto tra le Nazioni

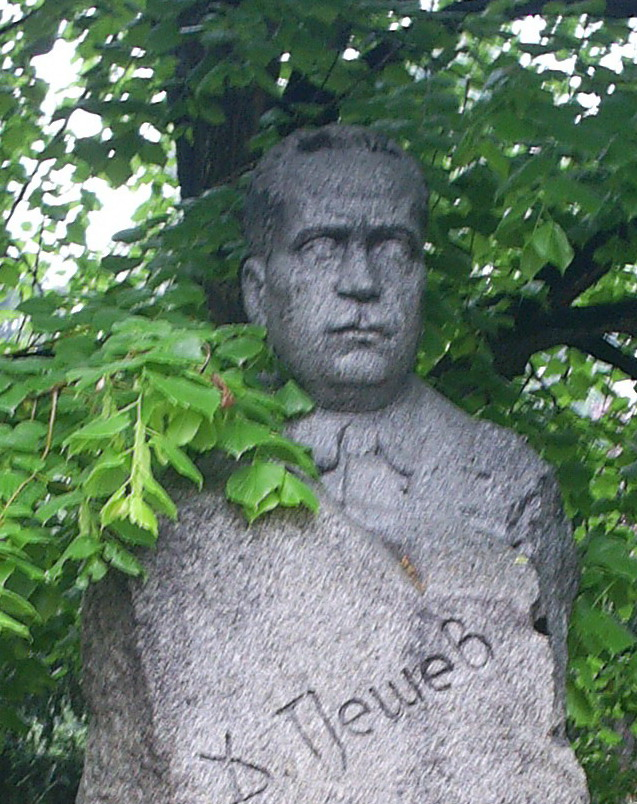
Busto di Dimităr Pešev a Kjustendil (Bulgaria)

Nel 1973 la commissione di Yad Vashem gli attribuì il titolo di "Giusto tra le Nazioni" per il ruolo avuto nel salvataggio degli ebrei bulgari, a rischio della sua stessa vita.
Nella piazza centrale di Sofia, dietro al Santo Sinodo, ci sono tre steli di granito: una ricorda il salvataggio degli ebrei bulgari, il secondo, Dimităr Pešev e i capi della chiesa ortodossa Stefan, Kiril e Sofroni che furono i grandi artefici di questa operazione, il terzo  invece enfatizza il contributo fondamentale di re Boris III al salvataggio degli ebrei bulgari.
Il 6 marzo 2013 in occasione della prima Giornata europea dei Giusti gli è stato dedicato un albero nel Giardino dei Giusti di tutto il mondo di Milano.